# ラドナー郡区 (ペンシルベニア州デラウェア郡)
ラドナー郡区（英: Radnor Township）は、アメリカ合衆国ペンシルベニア州東部のデラウェア郡のホームルール自治体・タウンシップ（郡区）である。2010年の国勢調査での人口は31,531 人だった。ペンシルベニア州ではフィラデルフィア郊外の裕福な地域である「メインライン」に属している。
町内にはビラノバ大学、カブリニ・カレッジ、バレーフォージ陸軍アカデミーとカレッジ、イースタン大学がある。

## 歴史
ラドナー・タウンシップは1682年にウィリアム・ペンからの払下げ地として設立された。ウェールズ・トラクトの一部であり、ウェールズのラドナーシャーにちなんで名付けられた。1717年、ウェールズ・フレンズがクエーカー教徒の集会所（ラドナー・フレンズ集会所）を現在のコーンストーガ道路とスプロール道路の交差点近くに建設した。そこが町の地理的中心にあった。この新しい町「ラドナービル」は後に近くのイサン・クリークから「イサン」の町と呼ばれ、集会所を中心に成長した。この町は税金が高かったので町を離れる住民も多く、18世紀後半にはウェールズの影響が小さくなっていった。20世紀になって町の至る所に石造の記念碑が建てられ、ウェールズの歴史遺産を記念している。

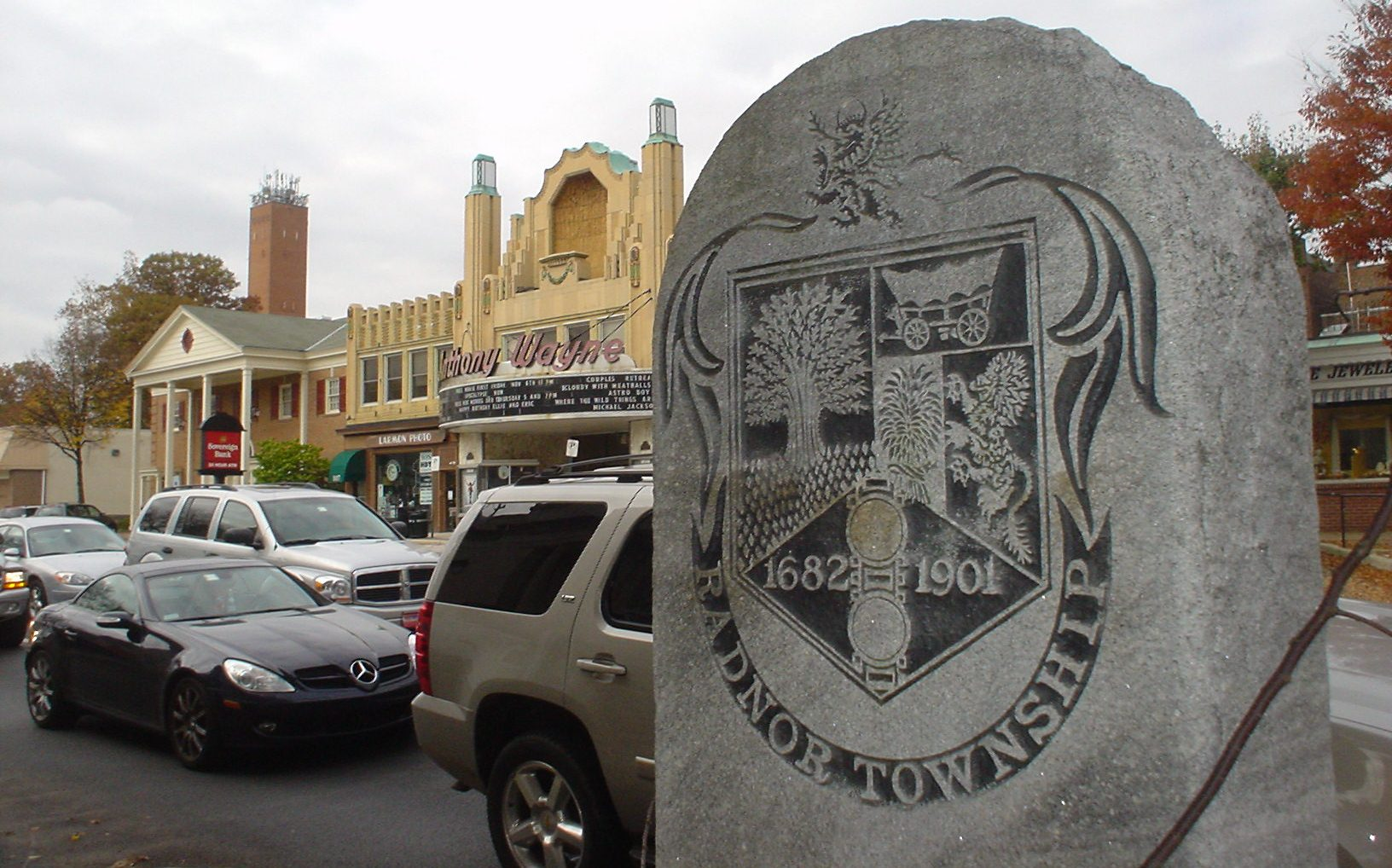
アンソニー・ウェイン劇場の前に立つアメリカ国道30号線の記念マイル標、後景左はAT&Tの塔

タウンシップ内にあるその他歴史的構造物としては、コーンストーガ道路沿いにあった酒場のソレル・ホースがある。ここはアメリカ独立戦争のとき、大陸軍がブランディワインの戦いで敗れてフィラデルフィアに撤退する途中のジョージ・ワシントンとラファイエット侯爵が隠れた。
1794年、アメリカ合衆国では最初の有料道路であるランカスター・パイクがフィラデルフィア市とランカスター市を繋ぎ、その間にラドナーを通った。この道路は現在リンカーン・ハイウェイ（アメリカ国道30号線）の一部になっている。コロンビア鉄道、後のペンシルバニア鉄道の一部は1832年に開通した。ラドナーは地元で言う「メインライン（本線）」の町の1つとなった。もう1つフィラデルフィア・アンド・ウェスタン鉄道もラドナーを通り、20世紀初期に開通した。メインラインの施設や、フィラデルフィア・アンド・ウェスタン鉄道施設の一部は現在も南東ペンシルベニア交通局が利用しており、メインラインの線路はアムトラックが使っている。
1880年代、ジョージ・W・チャイルズがラドナーの西部、ルーラ地区の資産を購入し、その地域をアメリカ独立戦争の英雄アンソニー・ウェインにちなんでウェインと改名し、国内では初の郊外開発地にした。
ラドナー・フレンズ集会所とウッドクレストがアメリカ合衆国国家歴史登録財に指定されている。

## 地理
ラドナー・タウンシップは北緯40度2分0秒 西経75度22分18秒 / 北緯40.03333度 西経75.37167度 (40.033433, -75.371843)に位置している。
アメリカ合衆国国勢調査局に拠れば、領域全面積は13.8平方マイル (35.7 km2)であり、このうち陸地13.8平方マイル (35.6 km2)、水域は0平方マイル (0.1 km2)で水域率は0.07%である

## 人口動態

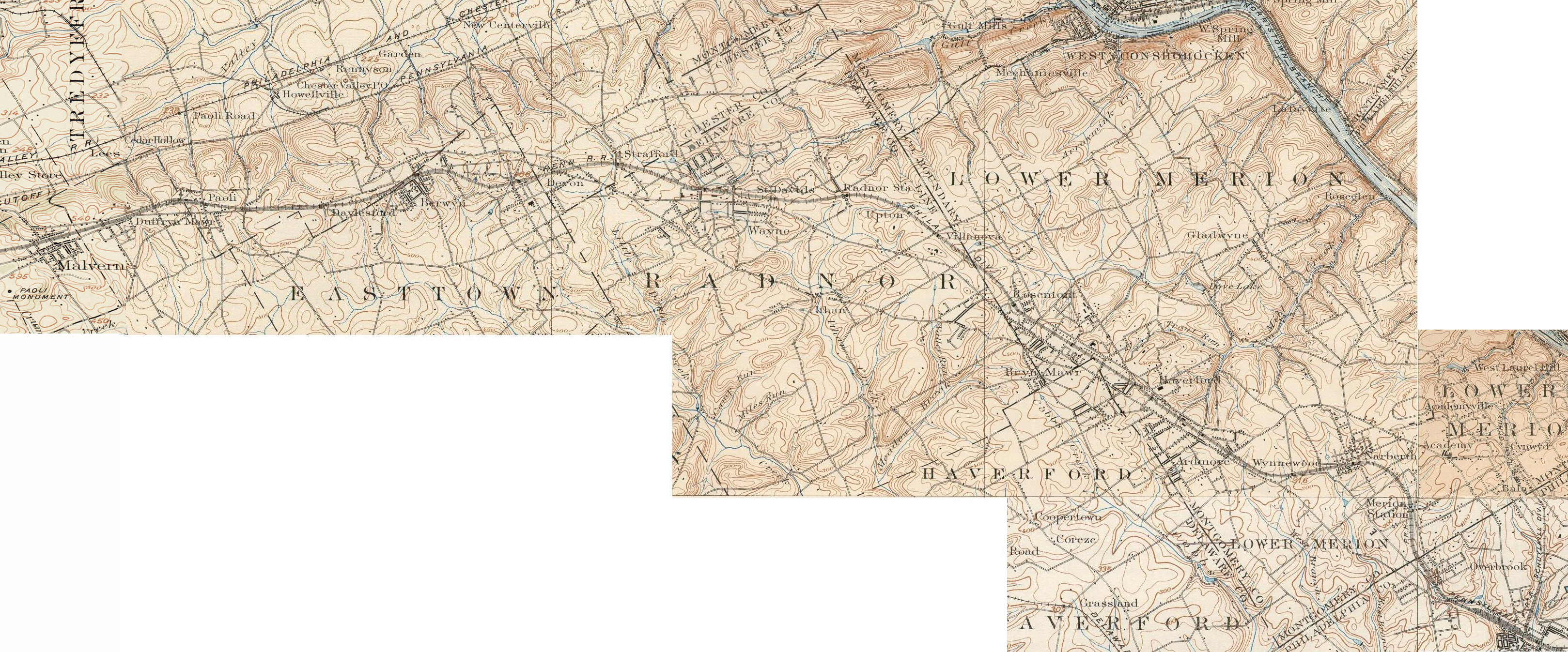
1895年頃の地図、ラドナーの大半と、ペンシルベニアメインラインの町を示している

以下は2000年国勢調査による人口統計データである。
| 基礎データ - 人口: 30,878 人（2000年から9.7%成長） - 世帯数: 10,347 世帯 - 家族数: 6,373 家族 - 人口密度: 866.4人/km2（2,244.3 人/mi2） - 住居数: 10,731 軒 - 住居密度: 301.1軒/km2（779.9 軒/mi2） 人種別人口構成 - 白人: 89.55% - アフリカン・アメリカン: 3.09% - ネイティブ・アメリカン: 0.08% - アジア人: 5.67% - 太平洋諸島系: 0.02% - その他の人種: 0.62% - 混血: 0.98% - ヒスパニック・ラテン系: 2.03% 年齢別人口構成 - 18歳未満: 19.5% - 18-24歳: 24.0% - 25-44歳: 22.5% - 45-64歳: 20.6% - 65歳以上: 13.4% - 年齢の中央値: 32歳 - 性比（女性100人あたり男性の人口） - 総人口: 87.2 - 18歳以上: 83.6 | 世帯と家族（対世帯数） - 18歳未満の子供がいる: 29.4% - 結婚・同居している夫婦: 52.9% - 未婚・離婚・死別女性が世帯主: 6.8% - 非家族世帯: 38.4% - 単身世帯: 31.1% - 65歳以上の老人1人暮らし: 12.1% - 平均構成人数 - 世帯: 2.39人 - 家族: 3.08人 収入と家計（2007年推計） - 収入の中央値 - 世帯: 86,812米ドル - 家族: 113,601米ドル - 性別 - 男性: 71,308米ドル - 女性: 42,652米ドル - 人口1人あたり収入: 39,813米ドル - 貧困線以下 - 対人口: 6.7% - 対家族数: 2.4% - 18歳未満: 2.9% - 65歳以上: 7.8% |

## 文化と芸術
礼拝のための場所としては、セントデイビッド・エピスコパル教会があり、その墓地と建物は1715年から始まった。アメリカ合衆国国家歴史登録財に指定されている。

## 経済
リンカーン・フィナンシャルグループがラドナーに本社を置いている。2007年、同社は役員を含めて従業員400人をフィラデルフィアからラドナーに移転させた。ほかにも金融のJ・G・ウェントワース、雑誌の「TVガイド」、各種ガス販売のエアーガスが本社を置いている。

### 主要雇用主
ラドナーの2013年包括的財務報告書に拠れば、郡内の主要雇用主は次の通りである。
| 順位 | 雇用主                           | 従業員数 | 所在地区         |
| ---- | -------------------------------- | -------- | ---------------- |
| 1    | ビラノバ大学                     | 3,438    | ビラノバ         |
| 2    | ラドナー・タウンシップ教育学区   | 933      | ウェイン         |
| 3    | イースタン大学                   | 841      | セントデイビッド |
| 4    | リンカーン・ナショナル           | 641      | ラドナー         |
| 5    | VWR インターナショナル           | 448      | ラドナー         |
| 6    | ジャンセン・バイオテック         | 403      | ラドナー         |
| 7    | ペンシルベニア大学ラドナー医学校 | 367      | ラドナー         |
| 8    | カブリニ・カレッジ               | 332      | ラドナー         |
| 9    | ジェファーソン・ヘルスシステム   | 318      | ラドナー         |
| 10   | J・G・ウェントワース             | 279      | ラドナー         |

## 教育

### 初等中等教育

#### 公立学校
ラドナー・タウンシップの児童生徒はラドナー・タウンシップ教育学区の学校に通っている。ラドナー高校とラドナー中学校はこの学区で唯一の高校と中学校である。小学校は3校ある。

#### 私立学校
アークビショップ・ジョン・キャロル高校はフィラデルフィア大教区のローマ・カトリック高校である。バレーフォージ陸軍アカデミーとカレッジは7年生から12年生までの寄宿学校である。アグネス・アーウィン学校は幼稚園前から12年までの女子校である。セントキャサリン・オブ・シエナはウェインにある幼稚園から8年生までのカトリック学校である。ヒルトップ予備校はイサンにあり、6年生から12年生の障害について学ぶ生徒のための学校であり、2011年9月時点では5年生も入学させている。

### 高等教育機関
ビラノバ大学、イースタン大学、カブリーニ・カレッジ、がラドナー・タウンシップうちにある高等教育機関である。バレーフォージ陸軍アカデミーとカレッジが2年制ジュニアカレッジを運営している。

## 著名な出身者
- ジェーン・バークマン、競泳選手、1968年と1972年のオリンピックで金メダル、ラドナー高校卒[10]
- アンナ・モッフォ、ソプラノ歌手、ラドナー高校卒
- トーマス・F・ウィルソン、俳優、ラドナー高校卒